# Martin Lindström (präst)
Martin Lindström, född den 14 augusti 1893 i Västra Klagstorps församling, Malmöhus län, död den 24 juni 1978 i Lund, var en svensk präst.
Lindström avlade studentexamen i Lund 1914, teologisk-filosofisk examen 1916 och teologie kandidatexamen 1919. Efter prästexamen inför domkapitlet prästvigdes han för Lunds stift 1920. Han blev vice pastor i Sjörup samma år, komminister i Örkened 1923 samt kyrkoherde i Vanstad, Tolånga, Röddinge och Ramsåsa 1929. År 1952 blev Lindström prost i Färs kontrakt. Han blev emeritus 1961. Lindström blev ledamot av Vasaorden 1953.